# Similiphora lucida
Similiphora lucida é uma espécie de micromolusco gastrópode marinho da família Triphoridae, um grupo de caracóis conhecidos por suas conchas com enrolamento sinistral (para a esquerda). É uma espécie comum em águas rasas do Atlântico Ocidental, frequentemente encontrada associada a esponjas, que servem de alimento.

## Descrição da concha
A concha de Similiphora lucida é diminuta, atingindo no máximo 5 milímetros de comprimento. Possui um formato de torre (turriforme), com uma espira alta e um enrolamento sinistral, ou seja, a abertura da concha se localiza do lado esquerdo quando observada com o ápice voltado para cima.
A superfície da concha é esculpida por cordões espirais granulosos e costelas axiais que formam um padrão reticulado. A coloração é geralmente branca a translúcida, o que lhe confere uma aparência brilhante, justificando o epíteto específico lucida (do latim, "brilhante"). A abertura é pequena e ovalada, e o canal sifonal anterior é curto e tubular.

## Distribuição e habitat
Similiphora lucida possui uma ampla distribuição no Atlântico Ocidental, ocorrendo desde o estado da Carolina do Norte (EUA), passando pelo Golfo do México e o Mar do Caribe, até o sul do Brasil, no estado de São Paulo. A espécie é comum em toda a costa do Nordeste brasileiro, em estados como Piauí e Ceará.
Habita o ambiente marinho de águas rasas, desde a zona entremarés até profundidades de cerca de 50 metros. É encontrada em substratos consolidados, como fundos de rochas, cascalho e corais, onde vive em associação com esponjas.

## Biologia e ecologia
A biologia das espécies de Triphoridae, incluindo Similiphora lucida, está intimamente ligada às esponjas marinhas (Porifera). São moluscos ectoparasitas que se alimentam dos tecidos de esponjas. Utilizam sua probóscide para perfurar e sugar o conteúdo celular da esponja, seu principal recurso alimentar.
São organismos dioicos (sexos separados) com fecundação interna. A fêmea deposita os ovos em pequenas cápsulas sobre ou próximo à esponja hospedeira. Do ovo eclode uma larva planctônica, que se dispersa nas correntes marinhas por um período antes de se assentar no fundo e metamorfosear-se em um caracol juvenil. Devido ao seu pequeno tamanho, integram a meiofauna, servindo de presa para outros pequenos invertebrados, como poliquetas e crustáceos.

## Estado de conservação
A espécie Não foi Avaliada (NE) pela União Internacional para a Conservação da Natureza (IUCN). Como muitos micromoluscos, Similiphora lucida não é alvo de avaliações de risco de extinção devido à falta de dados populacionais detalhados e por não ser de interesse comercial. No entanto, sua dependência de esponjas e de habitats recifais a torna vulnerável à degradação desses ecossistemas, causada por poluição, sedimentação e mudanças climáticas.